# Otmar Striedinger
Otmar Striedinger (14 april 1991) is een Oostenrijks alpineskiër. 

## Carrière
Striedinger maakte zijn wereldbekerdebuut in november 2010 tijdens de super G in Lake Louise. Op 7 december 2013 skiede Striedinger naar een eerste podiumplaats in een wereldbekerwedstrijd op de super G in Beaver Creek waar hij tweede eindigde. 

## Resultaten

### Olympische Winterspelen
| Jaar | Plaats | Resultaten                     |
| ---- | ------ | ------------------------------ |
| 2014 | Sotsji | 5e Super G 21e Supercombinatie |

### Wereldkampioenschappen
| Jaar | Plaats            | Resultaten                  |
| ---- | ----------------- | --------------------------- |
| 2015 | Vail/Beaver Creek | 24e Super G DNF2 Combinatie |
| 2019 | Åre               | 31e Afdaling                |

### Wereldbeker

#### Eindklasseringen
| Seizoen   | Algm | AD  | SG  |
| --------- | ---- | --- | --- |
| 2012/2013 | 110e | 43e | -   |
| 2013/2014 | 33e  | 22e | 7e  |
| 2014/2015 | 37e  | 24e | 14e |
| 2015/2016 | 58e  | 24e | 37e |
| 2016/2017 | 118e | 50e | 40e |
| 2017/2018 | 109e | 34e | -   |
| 2018/2019 | 43e  | 11e | 50e |
| 2019/2020 | 78e  | 23e | -   |